# Landkreis Offenbach
Landkreis Offenbach is een Landkreis in de Duitse deelstaat Hessen. Kreisstadt is de stad Dietzenbach. De Landkreis telt 356.542 inwoners (31 december 2020) op een oppervlakte van 356,23 km². De Landkreis is gelegen in het dichtbevolkte Rijn-Maingebied tussen de steden Frankfurt, Offenbach, Darmstadt en Hanau. Op 31 december 2020 had 22,54% van de inwoners een niet-Duits staatsburgerschap (80.355 niet-Duitsers) en hadden 525 inwoners het Nederlandse staatsburgerschap.

## Steden en gemeenten
De volgende steden en gemeenten liggen in de Landkreis (inwoners op 30-06-2006):
| Steden - 1. Rodgau (43.380) - 2. Dreieich (40.682) - 3. Neu-Isenburg (35.998) - 4. Langen (Hessen) (35.259) - 5. Dietzenbach (33.155) - 6. Mühlheim am Main (26.634) - 7. Rödermark (26.246) - 8. Obertshausen (24.204) - 9. Seligenstadt (19.795) - 10. Heusenstamm (18.331) | Gemeenten - 1. Hainburg (14.929) - 2. Egelsbach (9.592) - 3. Mainhausen (9.204) |

Bergstraße · Darmstadt · Darmstadt-Dieburg · Frankfurt am Main · Fulda · Gießen · Groß-Gerau · Hersfeld-Rotenburg · Hochtaunuskreis · Kassel (stad) · Landkreis Kassel · Lahn-Dill-Kreis · Limburg-Weilburg · Main-Kinzig-Kreis · Main-Taunus-Kreis · Marburg-Biedenkopf · Odenwaldkreis · Offenbach am Main · Landkreis Offenbach · Rheingau-Taunus-Kreis · Schwalm-Eder-Kreis · Vogelsbergkreis · Waldeck-Frankenberg · Werra-Meißner-Kreis · Wetteraukreis · Wiesbaden
Dietzenbach ·
Dreieich ·
Egelsbach ·
Hainburg ·
Heusenstamm ·
Langen (Hessen) ·
Mainhausen ·
Mühlheim am Main ·
Neu-Isenburg ·
Obertshausen ·
Rödermark ·
Rodgau ·
Seligenstadt